# Tim Hall (labdarúgó)
Tim Hall (Esch-sur-Alzette, 1997. április 15. –) luxemburgi válogatott labdarúgó, az UNA Strassen játékosa, hátvéd.

## Pályafutása

### Válogatott
Többszörös luxemburgi korosztályos válogatott labdarúgó. A felnőtt válogatottban 2017. március 28-án mutatkozott be egy Zöld-foki Köztársaság elleni barátságos mérkőzésen.

#### Mérkőzései a luxemburgi válogatottban
| #  | Dátum               | Ellenfél              | Eredmény | Kiírás              | Esemény |
| -- | ------------------- | --------------------- | -------- | ------------------- | ------- |
| 1. | 2017. március 28.   | Zöld-foki Köztársaság | 0 – 2    | Barátságos mérkőzés | 73' 76' |
| 2. | 2019. szeptember 5. | Észak-Írország        | 0 – 1    | Barátságos mérkőzés | 46' 83' |
| 3. | 2019. november 14.  | Szerbia               | 2 – 3    | Eb-selejtező        |         |
| 4. | 2020. október 7.    | Liechtenstein         | 1 – 2    | Barátságos mérkőzés |         |

## Sikerei, díjai
SV Elversberg
- Német bajnok (negyedosztály): 2016-17[1]